# 沖本幸子
沖本 幸子（おきもと ゆきこ、1974年 - ）は、日本の国文学・芸能研究者、東京大学教授。

## 経歴
東京都生まれ。女子学院中学校・高等学校卒。1996年東京大学文学部国文科卒、1999年同大学院人文社会系研究科修士課程修了。2003年同大学院総合文化研究科博士課程単位取得（表象文化論）。2004年「今様の時代 変容する宮廷芸能」で博士（学術）の学位を取得。2006年日本歌謡学会志田延義賞、2007年林屋辰三郎芸能史研究奨励賞（芸能史研究会）、2008年『今様の時代－変容する宮廷芸能』で日本古典文学学術賞受賞。2008年青山学院大学総合文化政策学部准教授、2019年教授、2020年東京大学総合文化研究科准教授,23年教授。2016年『乱舞の中世』でサントリー学芸賞受賞。

## 著書
- 『今様の時代－変容する宮廷芸能』東京大学出版会 2008
- 『乱舞の中世: 白拍子・乱拍子・猿楽』吉川弘文館（歴史文化ライブラリー） 2016

## 論文
- <沖本幸子